# Linia kolejowa Osipowicze – Baranowicze
Linia kolejowa Osipowicze – Baranowicze – linia kolejowa na Białorusi łącząca stację Osipowicze I ze stacją Baranowicze Poleskie.
Znajduje się w obwodach mohylewskim, mińskim i brzeskim. Linia na całej długości jest niezelektryfikowana i jednotorowa (z wyjątkiem odcinka Rusiny - Baranowicze Poleskie, na którym pokrywa się z linią Łuniniec – Baranowicze i jest dwutorowa).

## Historia
Początki linii sięgają czasów Imperium Rosyjskiego. Pod koniec 1896 powstała 43-kilometrowa linia Osipowicze - Stare Dorohi. Jej budowa odbyła się z inicjatywy okolicznych właścicieli ziemskich, którzy uznali kolej za opłacalny środek transportu drewna, które rejon ten importował. Sukces linii spowodował, że właściciele ziemscy i przedsiębiorcy posiadający lasy na zachód od Starych Dorohów zwrócili się do Ministerstwa Kolei Rosji o przedłużenie linii, którą to prośbę rozpatrzono pozytywnie. W 1906 linia została przedłużona do Wierchucina, a w kolejnym roku do Urzecza (łącznie o 29 km). Już w czasach carskich były plany przedłużenia linii do Baranowicz, jednak nie zostały one zrealizowane.
Kolejna rozbudowa linii miała miejsce podczas I wojny światowej. Nie miała ona już podłoża ekonomicznego jak poprzednio, tylko militarne. W 1915 przedłużono linię do podsłuckich Nowodworców, a w 1916 linia osiągnęła Słuck (łącznie staraniem wojska linia wydłużyła się o 27 km).
W latach 1919–1920 linia znajdowała się pod zarządem polskim, by w wyniku traktat ryskiego znaleźć się w Związku Radzieckim, w którym pozostawała do 1991. W 1936 Sowieci przedłużyli linię o prawie 35 km do stacji Cimkowicze, znajdującej się w pobliżu granicy z Polską. Do wybuchu II wojny światowej linia pozostawała ślepa.
Budowę ostatnich 70 km dzielących Cimkowicze i Baranowicze rozpoczęto przed atakiem Niemiec na ZSRR. Została ona ukończona w 1942 przez niemieckie władze okupacyjne.
Od 1991 linia położona jest na Białorusi.